# Крочефисо (Латина)
Крочефисо је насеље у Италији у округу Латина, региону Лацио.
Према процени из 2011. у насељу је живело 885 становника. Насеље се налази на надморској висини од 23 м.